# Сом оливковий
Оливковий сом (Pylodictis olivaris) — єдиний вид роду Pylodictis родини Ікталурові ряду сомоподібних. Інші назви «пласкоголовий сом» та «жовтий кіт».

## Опис
Є великою хижою рибою, другим за розміром сомом Північної Америки, сягає 1,55 м завдовжки та ваги понад 60 кг. Середній розмір становить 60—117 см при вазі 5—15 кг. Має характерну велику пласку голову, за що й дістав свою другу назву. На голові є чотири пари вусів, завдяки чому має прізвисько «жовтий кіт». З обох боків біля рота розташовані найдовші вуса. На пласкій голові посередині між очима і ротом є дві дірочки-ніздрі, біля них пара вусів коротших. На підборідді є ще дві пари вусів майже однакової довжини. Очі дуже маленькі, наче намистини. Нижня щелепа довша, ніж верхня, і видається трохи вперед. Тулуб абсолютно гладенький, луска відсутня. Спинний і жировий плавці не дуже великі і короткі. Грудні та черевні плавці середніх розмірів. Анальний плавець великий і довгий. Хвостовий плавець є масивним, має форму лопати.
Забарвлення має оливковий або сірий колір. Молоді соми мають більш світлі відтінки, старші особини завжди темніші.

## Спосіб життя
Мешкає в повільних великих і середніх річках, озерах і водосховищах. Переважно тримається біля дна, ховаючись у будь-якому укритті, яке тільки може знайти: камені, корчі, печери, захаращені ями. Для проживання вибирає порівняно глибокі місця на певній ділянці річки або озера. Середня глибина проживання становить 3—6 м.
Вдень перебуває в своїх постійних сховищах, лежачи в ямах або завалах із затонулих дерев. Рано ввечері, як тільки заходить сонце, починає рухатися до ділянок своєї годівлі, де активно живиться десь до півночі. Живиться на мілини, часто на піщаних косах, глибиною від 0,5 до 1,5 м, де сконцентровано багато дрібної кормової риби. Потім повертається в свої схованки й знову стає активними перед світанком.
Дорослий сом є одинаком і щороку перебуває на одних літніх стоянках. Щовечора до кормових місць рухається одними шляхами, ними ж повертаються назад для відпочинку й перетравлення їжі. Пересування від денних притулків до кормових місць дуже залежить від прозорості води. В абсолютно чистій воді цей сом чекатиме повного заходу сонця, а в каламутній воді — стає активним у другій половині дня.
Може дуже довго перебувати в нерухомому стані. Зафіксовані випадки, коли за добу сом не рушав 23 години. Іноді ці періоди пасивності змінюються раптовим жором. Це відбувається, коли підвищується температура води у водоймі, що активізує метаболізм.
Статева зрілість у самців настає при розмірі 16 см при віці 4 роки, самиці 18 см при віці 5 років. У середині літа нерестяться. Гніздо готує самець, ретельно вичищаючи його. Самиця викидає близько 10 000 ікринок. Далі знову самець залишається біля гнізда, охороняє і захищає ікру та молодь до моменту, поки не зникне жовтковий мішок. Також самець постійно вентилює ікру, підганяючи за допомогою плавців свіжу воду до гнізд, видаляє з гнізда хворі ікринки та потім ще довго супроводжує молодь, що плаває зграйкою.
Живиться комахами, хробаками, жабами та ракоподібними. Це найбільш хижий вид американських сомів. При полюванні за дрібною рибкою часто вдається до такого прийому. Стає під берег і напіввідкриває свою пащу, терпляче чекає, коли повз буде пропливати зграя дрібної риби. Коли рибки підходять досить близько до сома, що причаївся в засідці, останній відкриває свою пащу і втягує здобич разом з водою. Найчастіше здобиччю стають канальні сомики, які часто живуть в тих же місцях, що й оливковий сом. Відомі випадки поїдання сомами водоплавних птахів і навіть дрібних тварин.
Тривалість життя становить близько 24 років.

## Стосунки з людьми
Оливковій сому часто ставлять в провину випадки пропажі рибалок і плавців без видимих причин. Ці звинувачення цілком обґрунтовані, тому що зафіксовані випадки нападу сомів на дітей.
Серед всіх сомів Північної Америки м'ясо цього сому вважається найсмачнішим, завдяки чому ця риба неймовірно популярна серед рибалок. Досвідчені рибалки ловлять цього сома на заході в місцях, де сом лежить на донних завалах, перед тим, як він починає рухатися до місць своєї годівлі. Найбільш вдалий час для полювання — пізнє літо, коли дуже спекотно й низький рівень води в річках. Ловлять сома зазвичай на спінінг або донні вудки. Американські рибалки при лові оливкового сома часто використовують поплавці з повітряними кульками. Всередину кульки, зазвичай, поміщають каталітичний світлячок, що дозволяє рибалити в темний час доби. Якщо сом починає клювати, підсвічена кулька гойдається або зовсім зникає під водою. Такі клювання добре помітні по ночах.
Найголовніше для успішного лову на донну вудку — це добре знати рельєф дна, щоб закинути приманку в місце, де знаходиться вихід з сомової ями. Як наживку використовують хробаків, шматки м'яса, жаб, черепах, порізану рибу, але найкращий варіант — це соняшник і маленькі соми. Щоби рибалити в завалах, необхідні дуже потужні снасті, оскільки сома потрібно якомога швидше вивести з корчів на відкриту воду.

## Розповсюдження
Поширена в центрально-східній частині США, на сході доходячи до східного кордону штатів Кентуккі та Теннессі; на півночі — до центральної частини штатів Мічиган і Вісконсин; на заході — до західного кордону штатів Міссурі й Арканзас; на півдні — до південного кордону штатів Міссісіпі і Луїзіана. Досить поширений в північній частині Мексики.